# Nakamura Takaaki
Takaaki Nakamura (sinh ngày 8 tháng 9 năm 1974) là một cầu thủ bóng đá người Nhật Bản.

## Sự nghiệp câu lạc bộ
Takaaki Nakamura đã từng chơi cho Bellmare Hiratsuka.